# Тупицький Юрій Петрович
Тупицький Юрій Петрович (1935—2019) — радянський, український кінорежисер, письменник. Заслужений діяч мистецтв України (2002).

## Життєпис
Роки життя (14 квітня 1935  - 14 листопада 2019 ). 
Народився в с. Воронинці Черкаської обл. в родині селянина. Закінчив Черкаський педагогічний інститут (1958) та Київський державний інститут театрального мистецтва ім. І. Карпенка-Карого (1967).
Працював на Київській кіностудії ім. О. П. Довженка. 
Був членом Національної Спілки кінематографістів України і Національної спілки письменників України.
Помер 14.11.2019 р.

## Фільмографія
- «Тільки ти» (1972, другий режисер)

Поставив фільми: 
- «Таємниця партизанської землянки» (1975, у співавт. з В. Фещенком)
- «Завтра вистава» (1977, співавт. сцен. з О. Сацьким)
- «Знайди свій дім» (1982, т/ф)
- «В лісах під Ковелем» (1984, т/ф, 3 а)
- «Крижані квіти» (1986)
- «Два кроки до тиші» (1991)